# Zephronia floweri
Zephronia floweri är en mångfotingart som beskrevs av Hirst 1907. Zephronia floweri ingår i släktet Zephronia och familjen Zephroniidae. Inga underarter finns listade i Catalogue of Life.